# Mappy
Mappy (яп. マッピー Маппи:) — компьютерная аркадная игра компании Namco, выпущенная в 1983 году. В США распространялась компанией Bally/Midway. Представляет собой платформер с главным героем — мышью Маппи — и противниками-кошками. Игра выпускалась под 8-битную консоль Namco Super Pac-Man, поддерживавшую горизонтальную прокрутку экрана. Имя Маппи (англ. Mappy) взято от японского слова «маппо» — презрительного прозвища полицейского.

## Геймплей

### Сюжет
На каждом из уровней мышь-полицейский Маппи бегает по дому, в котором прячутся кошки — Мяуки (англ. Meowkies) и их главарь Горо (англ. Goro), и пытается вернуть украденные вещи. В доме шесть этажей (в других версиях — четыре или пять), на разных из них находятся украденные вещи. Чтобы подобрать вещь, к ней нужно просто подбежать. Уровень будет пройден, если Маппи соберёт все вещи. Если Маппи столкнётся с любым из котов, он теряет жизнь.

### Перемещение
Игрок управляет Маппи при помощи джойстика: клавиши со стрелками позволяют Маппи перемещаться по дому, кнопка — открывать и закрывать дверь. Для перемещения между этажами Маппи, как и кошки, прыгает по трамплинам, но попасть на этаж могут только когда летят вверх. Если Маппи прыгнет на трамплин четыре раза подряд, тот разорвётся (цвет меняется в зависимости от числа прыжков подряд). Во время полёта кошки не угрожают Маппи, однако это не распространяется на Госендзо.

### Вещи
Всего насчитывается пять типов вещей: радио (100 очков), телевизор (200 очков), компьютер (300 очков), картина (400 очков) и сейф (500 очков). Если игрок соберёт пару одинаковых вещей, его очки удваиваются (вторая пара всегда мерцает на экране). Теоретически за один раунд можно набрать до 8500 очков за счёт сбора вещей. Если поиск идёт слишком долго, появится сообщение «Поторопись» (англ. Hurry), ускорится музыка, появятся ещё два кота, а все противники начнут бегать быстрее. Если и после этого Маппи не успеет найти все вещи, то появится зелёный диск с изображением Горо под названием «Госендзо», и любое столкновение с ним чревато потерей жизни.

### Противники
Мяуки бегают медленно, но реагируют на Маппи агрессивно. Горо бегает быстрее обычных котов, но менее агрессивный. Иногда он прячется за разыскиваемыми объектами: если Маппи найдёт вещь, за которой спрятался Горо, он получит дополнительно 1000 очков. «Госендзо» опасен тем, что может навредить Маппи даже во время прыжка. Противников можно выбить временно из игры благодаря ультразвуковым мерцающим дверям и заработать за счёт этого очки; иногда можно открыть обычную дверь от себя и вывести из строя противника.

### Уровни
В игре насчитывается 256 уровней. На 3-м уровне и затем каждый четвёртый есть бонусный-уровень: Маппи должен пропрыгать по трамплинам, собрать 15 красных воздушных шаров и один большой синий шар с портретом Горо. Если он успеет это сделать до завершения музыки, то получит бонус. С каждым следующим уровнем сообщение «Поторопись» появляется раньше, но появляются и другие возможности: например, колокольчик, которого Маппи может коснуться и который может заставить остановиться всех котов.

## Версии для разных носителей
Японская версия выпускалась для приставок Famicom (версия NES) и MSX в 1984 году, а в 1991 году была портирована для Sega Game Gear. Вышел также видеосиквел в 1986 году под названием Mappy Land (в США выпущен компанией Taxan). В Японии к игре выпустили несколько локальных сиквелов: Hopping Mappy в 1986 году для аркадных автоматов и Mappy Kids в 1989 году для Famicom.
В 1995 году вышла Mappy Arrangement для аркадных автоматов как часть сборника Namco Classic Collection Vol. 1, а в 1998 году игра Mappy переиздана в составе сборника Microsoft Revenge of Arcade для персональных компьютеров. Версия для Famicom оригинальной игры переиздана в 2004 году в составе сборника Famicom Mini Series, а также включена в коллекцию Ms. Pac-Man авторства Jakks Pacific, сборник Namco Gallery Vol. 1 для Game Boy и Namco Museum 50th Anniversary Collection для Xbox, GameCube, ПК и PlayStation 2 в 2005 году (не издавалась для Game Boy Advance), также присутствует в Namco Museum DS.
Mappy переиздана в 2010 году в составе сборника Pac-Man Anniversary Arcade Machines для аркадных автоматов. Версия для PlayStation Portable входит в сборник Namco Museum Battle Collection, также игра есть в наборе Dot-S. Является одной из первых аркадных игр, портированных на Virtual Console. В 2002 году вышла в формате патинко под названием Mappy Park. В 2003 году две мобильные игры вышли в Японии: Teku-Teku Mappy и Mappy De Puzzle, в 2009 году — MAPPY trampoline puzzle, в сентябре 2011 года — Mappy World. В 2015 году Bandai Namco Games выпустил версию Mappy showdown! Neonyamuko Orchestra для iOS в Японии.

## Mappy: The Beat
В 2012 году компания ShiftyLook объявила о выходе анимационного сериала, в котором Маппи является сотрудником безопасности в компании Горо «NYAMCO». Сериал вышел летом 2013 года, было выпущено 13 серий.